# 林康夫
林 康夫（はやし やすお 1942年8月5日 - ）は、日本の官僚、実業家。

## 来歴・人物
神奈川県出身。東京大学法学部を経て、1966年 通商産業省入省。1969年、人事院留学制度により江田五月、黒田東彦らとオックスフォード大学留学。
同期の広瀬勝貞らと共に最後まで次官候補に挙がり、林は石油・通商政策のエキスパートとして長く、通商政策局長を経て通商産業審議官に落ち着くことが内内定していた。時の橋本龍太郎首相が同窓であったことも後押しして、広瀬が次官となったが、熊谷弘が通産大臣在任時に次官候補筆頭であった産政局長・内藤正久（1961年入省）の解任にまで発展した所謂「通産省4人組事件」の後遺症もあり人事が流動化したため、同期の荒井寿光が通産審議官に座ることとなった。そのため同期の石黒正大（中小企業庁長官、東京ガス副社長）に代わり中小企業庁長官に着任した。その他同期には小林興起、桑原茂樹（丸紅副社長）、熊沢正光（国土庁長官官房審議官、大同特殊鋼常務）、阿部忠壽（国土庁長官官房審議官、自転車産業振興協会会長）など。
のち三井物産副社長を経て、渡辺修のあとを受けて政府閣議で2007年からジェトロ理事長に就任した。

## 略歴
- 東京都立日比谷高等学校卒業
- 1966年 東京大学法学部卒業
- 1969年 オックスフォード大学留学
- 1985年 資源エネルギー庁官房企画調査課長
- 1986年 同・国際資源課長
- 1987年 通産省生活産業局繊維製品課長
- 1989年 資源エネルギー庁石油部計画課長
- 1990年 通産省大臣官房会計課長
- 1991年 同・大臣官房審議官
- 1992年 資源エネルギー庁石油部長
- 1993年6月 同・次長
- 1994年7月 通産省総務審議官（現・総括審議官）
- 1995年6月 同・基礎産業局長
- 1996年8月 同・通商政策局長
- 1997年9月 中小企業庁長官
- 1998年 海外経済協力基金理事
- 1999年 国際協力銀行理事
- 2000年 三井物産代表取締役常務
- 2003年 三井物産専務
- 2004年 三井物産副社長 兼 欧州三井物産社長
- 2007年 日本貿易振興機構理事長
- 2017年4月 瑞宝重光章受章